# Yuri Rumer
Yuri Borísovich Rumer (ruso: Юрий Борисович Румер, 28 de abril de 1901-1 de febrero de 1985) fue un físico teórico soviético que trabajó principalmente en los campos de la mecánica cuántica y la óptica cuántica. Conocido en Occidente como Georg Rumer, era muy amigo de Lev Landau y fue arrestado con él durante la Gran Purga de 1938.

## Biografía
Rumer nació en Moscú en una familia de comerciantes judíos. Sus hermanos mayores Osip e Isidor eran conocidos traductores y filósofos. Después de graduarse de la escuela secundaria no clásica en 1917, en 1918 Rumer entró en la Facultad de Física y Matemáticas de la Universidad Estatal de Moscú y se graduó en 1924. En 1927 se casó con Lyudmila Zalkind, su novia de nueve años, y emigró con ella a Oldenburg, Alemania, donde se matriculó para estudiar ingeniería de construcción. El mismo año abandonó este tema aburrido para él en favor de la física teórica, y se mudó a Göttingen. Durante una pasantía en la Universidad de Göttingen trabajó como asistente de Max Born. Colaboró con Walter Heitler y publicó varios trabajos teóricos sobre la estructura de las moléculas.
Rumer regresó a Moscú en mayo de 1932, ya que la persecución de los judíos en Alemania se convirtió en una verdadera amenaza para él y su esposa. Se convirtió en profesor asociado de la Facultad de Física de la Universidad Estatal de Moscú (abreviado como МГУ -MGU- en ruso) y asumió un puesto de profesor en enero de 1933. Fue recomendado para este puesto por Erwin Schrödinger y Leonid Mandelstam. En la MGU Rumer supervisó a varios científicos notables, incluyendo a Mijáil Volkenshtein. Dio clases en la MSU de 1932 a 1937 y trabajó como científico en el Instituto Físico Lebedev de 1935 a 1938. En 1935 defendió su habilitación, y en 1937 comenzó a trabajar con Lev Landau; muy pronto se convirtieron en amigos íntimos.
Rumer fue arrestado en la calle Arbat en abril de 1938 como cómplice del "enemigo público", Landau, cuando iba a una fiesta de cumpleaños. Uno de sus hermanos fue encarcelado antes por un caso no relacionado como parte de las purgas de Stalin. Landau también fue arrestado, pero fue liberado después de un año debido a los extraordinarios esfuerzos de Pyotr Kapitsa. Mientras estaba en la cárcel, Rumer trabajó primero en problemas de aleteo y tambaleo de aviones en un sharashka situado en un suburbio de Omsk. Más tarde, en 1946, fue transferido a Taganrog. Allí trabajó en un proyecto de un nuevo avión de transporte, que fue dirigido por Robert Bartini.
Después de cumplir los 10 años de su sentencia, Rumer fue exiliado a Yeniseysk. Allí trabajó en una escuela de profesores como profesor de física y matemáticas. Rumer se mudó a Novosibirsk en 1950, donde llegó a fin de mes debido a sus ingresos ocasionales durante dos años. No pudo conseguir un trabajo en las universidades e instituciones de investigación debido a su condición de convicto. Cuando terminó su período de exilio, fue aceptado como científico de alto nivel en la División de Siberia de la Academia de Ciencias de la URSS. A finales de 1954 fue informado por la Junta Militar del Tribunal Supremo de la Unión Soviética de que su caso se había reconsiderado y se había renunciado a la sentencia debido a las pruebas recién descubiertas.
Rumer dio clases en el Instituto de Formación de Profesores de Novosibirsk, ocupó el cargo de jefe del Departamento de Física Teórica de la Sección de Siberia Oriental de la Academia de Ciencias de la URSS de 1953 a 1957. En 1957 fue nombrado director del Instituto de Radiofísica y Radioelectrónica, que fue el primer instituto físico de Novosobirsk. El instituto se fusionó con el Instituto de Física de Semiconductores en 1964. Rumer trabajó en el Instituto de Matemáticas Sobolev durante algún tiempo y más tarde en el Instituto Budker de Física Nuclear. Realizó trabajos educativos en la Universidad Estatal de Novosibirsk durante casi 20 años y se retiró en 1972. Rumer murió el 1 de febrero de 1985 en Akademgorodok, fue enterrado en el cementerio de Yuzhnoye. Al científico le sobrevivieron su segunda esposa Olga Mijáilova (1921-2011), su hijo Mikhail Mikhailov y su hija Tatiana Mijáilova. Rumer y Mijáilova se conocieron en 1946 mientras trabajaban juntos en Taganrog, y se casaron poco después. Sus dos hijos se convirtieron en científicos.

## Publicaciones
- G. Rumer, E. Teller Y H. Weyl, Eine fur die Valenztheorie geeignete Base der binaren Vektorinvarianten, Nachr. Ges. Wiss. Göttingen Math. -Phys. Kl. (1932), 499@–504
- Dychne, A. M.; Rumer, J. B.; Bartels, F.; Frank, D. (1961). «Thermodynamik des ebenen Ising-Onsager-Dipolgitters». Fortschritte der Physik 9 (10): 509. Bibcode:1961ForPh...9..509D. doi:10.1002/prop.19610091002.
- Quantenchemie mehratomiger Molekule. — Nachrichten von der Ges. der Wiss. Zu Göttingen. Matemática.-Phys. Klasse, 1930, № 3, pp. 277—284. (Con Walter Heitler).
- Heitler, W.; Rumer, G. (1931). «Quantentheorie der chemischen Bindung für mehratomige Moleküle». Zeitschrift für Physik 68: 12. Bibcode:1931ZPhy...68...12H. doi:10.1007/BF01392726.
- Eine fur die Valenztheorie geeignete Base der binaren Vektorinvarianten. Nachrichten von der Ges. der Wiss. Zu Göttingen. Math.-Phys. Klasse, 1932, № 5, pp. 498—504. (Con Edward Teller, Hermann Weyl).